# Aero A-304
Aero A-304 – czechosłowacki samolot rozpoznawczy i lekki bombowy, zbudowany w 1937 roku w wytwórni Aero Vodochody w Pradze.

## Historia
W styczniu 1936 roku czechosłowackie Ministerstwo Obrony Narodowej opracował program budowy prototypów samolotów kilku kategorii, którego celem opracowanie nowoczesnych samolotów dla lotnictwa wojskowego. W programie podano szczegółowe wymagania taktyczno-techniczne różnych typów samolotu w tym dla trzymiejscowego dziennego i nocnego taktycznego samolotu obserwacyjnego i rozpoznawczego bliskiego zasięgu. Na podstawie tych wymagań trzy czechosłowackie wytwórnie lotnicze: Letov opracował projekt samolotu Letov Š-50, ČKD-Praga, Praga E-51 i Aero Aero A-304, ta ostatnia konstrukcja była zmodyfikowaną wersję samolotu pasażerskiego Aero A.204.
Konstrukcja samolot oparta na samolocie pasażerskim, została zmodyfikowana do potrzeb wojskowych, poprzez dodanie uzbrojenia strzeleckiego, w tym obrotowej wieżyczki strzeleckiej oraz wyrzutników bombowych pod skrzydłami i kadłubem.
W czerwcu 1937 roku zawarto z wytwórnią Aero umowę na budowę 15 egzemplarzy samolotu A-304 (później kontrakt zwiększono do 19 samolotów). Pierwsze samoloty seryjne były gotowe już w 1938 roku. Produkcja samolotów trwała do marca 1939 roku w związku z zajęciem Czechosłowacji przez Niemcy, którzy jednak dokończyli ich budowę. Zbudowano łącznie 19 samolotów A-304.

## Użycie w lotnictwie
W lotnictwie czechosłowackim samoloty A-304 od 1938 roku służyły do rozpoznania oraz do szkolenia w nawigacji i łączności radiowej.
Niemcy po zajęciu Czechosłowacji przejęli na potrzeby Luftwaffe zdobyte samoloty A-304 i używali ich do szkolenia pilotów samolotów wielosilnikowych w szkole pilotów Flugzeugführerschule A/B 71 w miejscowości Prościejów.
Część samolotów przekazali w 1941 roku lotnictwu wojskowemu Bułgarii, gdzie były wykorzystywane bojowo do patroli przybrzeżnych, a od 1942 roku do zadań transportowych.

## Opis konstrukcji
Samolot Aero A-304  był dwusilnikowy trzymiejscowy dolnopłat wolnonośny z zakrytymi kabinami załogi i trójkołowym chowanym podwoziem z kółkiem ogonowym. Konstrukcja mieszana metalowo-drewniana z pokryciem głównie sklejkowym i płóciennym.